# Споменик браниоцима Београда 1915.
Споменик браниоцима Београда 1915. је споменик у Београду, налази се на Дунавском кеју у близини спортског центра Милан Гале Мушкатировић.
Подигнут је 1988. године, а његов аутор је вајар Никола Коља Милуновић. Израђен је у камену и бронзи и висок је 350cm. Посвећен је браниоцима Београда 1915, који су погинули током пада Београда те године. На споменику је уписан цитат чувене команде мајора Драгутина Гавриловића:
| „ | Тачно у три часа непријатељ се има разбити вашим силним јуришем, разнети вашим бомбама и бајонетима. Образ Београда, наше престонице, мора бити светао. Војници, јунаци, Врховна команда избрисала је наш пук из свог бројног стања. Наш пук је жртвован за Краља и Отаџбину. Ви немате више да се бринете за ваше животе који више не постоје. Зато напред у славу! Живео Краљ! Живео Београд! | ” |

Ту команду је мајор Гавриловић изрекао недалеко од тог места, на углу улица Цара Уроша и Мике Аласа, где је 2013. године постављена спомен-плоча.

## Галерија
- Натпис на плочи испред споменика
- Натпис на плочи испред споменика
- Натпис на споменику